# Obrium peninsulare
Obrium peninsulare là một loài bọ cánh cứng trong họ Cerambycidae.